# Esko Saira
Esko Raimo Saira (Lemi, 14 de junio de 1938) es un deportista finlandés que compitió en biatlón.
Participó en dos Juegos Olímpicos de Invierno, Sapporo 1972 y Innsbruck 1976, obteniendo una medalla de plata en cada edición, ambas en la prueba por relevos. Ganó una medalla de bronce en el Campeonato Mundial de Biatlón de 1975.

## Palmarés internacional
| Juegos Olímpicos   | Juegos Olímpicos    | Juegos Olímpicos  | Juegos Olímpicos |
| Año                | Lugar               | Medalla           | Prueba           |
| ------------------ | ------------------- | ----------------- | ---------------- |
| 1972               | Sapporo (Japón)     | Medalla de plata  | Relevos          |
| 1976               | Innsbruck (Austria) | Medalla de plata  | Relevos          |
| Campeonato Mundial |                     |                   |                  |
| Año                | Lugar               | Medalla           | Prueba           |
| 1975               | Anterselva (Italia) | Medalla de bronce | Individual       |